# Asterella muelleri
Asterella muelleri là một loài rêu trong họ Aytoniaceae. Loài này được Gottsche ex Stephani R.M. Schust. mô tả khoa học đầu tiên năm 1963.